# Bernardino Grimaldi

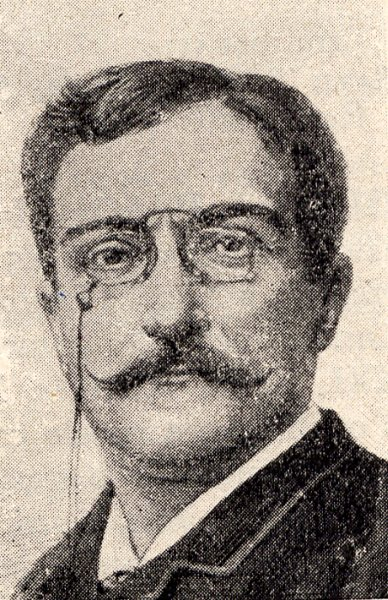
Bernardino Grimaldi

Bernardino Grimaldi (* 15. Februar 1839 in Catanzaro; † 16. März 1897 in Rom) war ein italienischer Politiker. Er amtierte mehrmals als Finanzminister.

## Leben
Bernardino Grimaldi stammte aus einer kalabrischen Familie. Sein Vater Luigi Grimaldi war Advokat und namentlich auf dem Gebiet der Statistik und Staatswirtschaft geachtet. Grimaldi studierte in Neapel die Jurisprudenz, lehrte seit 1863 Staatsrecht in Catanzaro und veröffentlichte kurze Zeit später Kommentare über die neapolitanische Gesetzgebung. Nach längeren Reisen im Ausland widmete er sich nach seiner Heimkehr dem Anwaltsberuf.
Nach der parlamentarischen Revolution am 18. März 1876 wurde Grimaldi Abgeordneter Catanzaros in der Camera dei deputati und schloss sich der Linken an. Im ersten Kabinett von Benedetto Cairoli war er ab 1878 Generalsekretär im Ministerium der öffentlichen Arbeiten. Die in den neun Monaten seiner Amtstätigkeit erworbenen Spezialkenntnisse konnte er nutzbringend anwenden, als er im Dezember 1878 Berichterstatter eines wichtigen Gesetzes der Linken wurde, das den Neubau vieler Eisenbahnen betraf. Seine umsichtige Tätigkeit in dieser Materie führte am 17. Juli 1879 zu seiner Ernennung zum Finanzminister im zweiten Kabinett Cairolis. Da er sich aber der Abschaffung der Mahlsteuer ohne Einführung neuer Steuern widersetzte, kam es zum Zwiespalt im Kabinett. Daraufhin trat Grimaldi schon im November 1879 von seinem Posten zurück. Er wurde sogar von der Budgetkommission ausgeschlossen. Grimaldi gehörte zu der Gruppe von Männern der Linken, auf die Quintino Sella rechnete, als er im Mai 1881 nach dem Rücktritt Cairolis mit einer Neubildung des Kabinetts beauftragt wurde und versuchte, eine Regierungsmehrheit zu bilden. Bei der Umgestaltung des Kabinetts von Agostino Depretis im März 1884 übernahm Grimaldi das Portefeuille des Ackerbaues, Handels und Gewerbes. Er vertauschte dieses im Dezember 1888 mit dem Finanzministerium, legte sein Amt jedoch im März 1889 abermals nieder, als die Kammer seine Finanzvorschläge ablehnte.
Vom Dezember 1890 bis zum Februar 1891 war Grimaldi unter Francesco Crispi zum dritten Mal Finanzminister und erhielt in Luigi Luzzatti seinen Nachfolger. Hierauf war Grimaldi als Anwalt und Mitglied des Stadtrats in Rom tätig. Nachdem Vittorio Ellena sich krankheitshalber zurückgezogen hatte, übernahm Grimaldi am 7. Juli 1892 im Kabinett von Giovanni Giolitti das Schatz-Ministerium und interimistisch die Leitung des Finanzministeriums. Doch übergab er Letzteres am 24. Mai 1893 an Lazzaro Gagliardo und trat im Dezember 1893 mit dem gesamten Kabinett Giolitti zurück.
Anfang 1897 wurde Grimaldi von einer schweren Krankheit befallen und starb am 16. März des gleichen Jahres im Alter von 58 Jahren in Rom.